# Unione Sportiva Cremonese 2018-2019
Questa voce raccoglie le informazioni riguardanti l'Unione Sportiva Cremonese nelle competizioni ufficiali della stagione 2018-2019.

## Stagione
Nella stagione 2018-2019 la Cremonese disputa il campionato di Serie B, con 49 punti ottiene il nono posto finale. Inizia la stagione allenata da Andrea Mandorlini che resta in sella fino ai primi di novembre, poi nonostante la discreta classifica, viene sostituito da Massimo Rastelli. Raccoglie 22 punti nel girone di andata e 27 nel girone di ritorno, arrivando ad un solo punto dalla partecipazione ai Play-off, che hanno designato la terza promossa, l'Hellas Verona, che ha seguito in Serie A Brescia e Lecce. Dopo un finale di torneo in crescendo, galeotta per non disputare i Play-off, è stata la sconfitta (3-1) subita a Perugia, nell'ultima giornata del torneo, che ha permesso agli umbri di disputare i Play-off. Subito fuori i grigiorossi anche dalla Coppa Italia Tim Cup nel secondo turno, dopo un rocambolesco pareggio allo Zini (3-3) dopo i supplementari con il Pisa, ma perdendo (2-4) ai calci di rigore.

## Organigramma societario
Area direttiva
- Presidente onorario: cav Giovanni Arvedi
- Presidente: dott. Paolo Rossi
- Vicepresidente: dott. Maurizio Ferraroni
- Direttore generale: Paolo Armenia
- Direttore sportivo: Leandro Rinaudo

Area tecnica
- Allenatore: Massimo Rastelli
- Viceallenatore: Dario Rossi
- Preparatore atletico: prof. Fabio Esposito
- Responsabile sanitario: dott. Diego Giuliani
- Fisioterapisti: Alessandro Rivetti, Andrea Gualtieri e Carlo Bentivoglio

## Divise e sponsor
Lo sponsor tecnico per la stagione 2018-2019 è Garman mentre gli sponsor ufficiali sono Iltainox (in trasferta Arinox) e Arvedi Tubi Acciaio (sul pantaloncino). Due nuovi sponsor istituzionali unici per tutta la Serie B: Unibet come Top Sponsor posteriore e "Facile ristrutturare" sulla manica sinistra come patch.
| Casa | Trasferta | Terza divisa |  |

## Rosa
Rosa tratta dal sito ufficiale della Cremonese
| N. |                    | Ruolo | Calciatore          |
| -- | ------------------ | ----- | ------------------- |
| 1  | Italia (bandiera)  | P     | Nicola Ravaglia     |
| 2  | Italia (bandiera)  | D     | Ivan Rondanini      |
| 3  | Brasile (bandiera) | D     | Claiton             |
| 4  | Italia (bandiera)  | C     | Mariano Arini       |
| 5  | Croazia (bandiera) | D     | Anton Krešić        |
| 7  | Italia (bandiera)  | A     | Antonio Piccolo     |
| 8  | Italia (bandiera)  | C     | Gaetano Castrovilli |
| 9  | Italia (bandiera)  | A     | Andrea Brighenti    |
| 10 | Brasile (bandiera) | A     | Paulinho            |
| 10 | Italia (bandiera)  | A     | Samuele Longo       |
| 11 | Italia (bandiera)  | C     | Daniele Croce       |
| 12 | Italia (bandiera)  | P     | Giacomo Volpe       |
| 14 | Romania (bandiera) | D     | Vasile Mogoș        |
| 15 | Italia (bandiera)  | D     | Ivan Marconi        |
| 15 | Italia (bandiera)  | C     | Danilo Soddimo      |
| 16 | Italia (bandiera)  | P     | Michael Agazzi      |
| 17 | Italia (bandiera)  | D     | Francesco Migliore  |

| N. |                        | Ruolo | Calciatore              |
| -- | ---------------------- | ----- | ----------------------- |
| 18 | Italia (bandiera)      | C     | Michele Castagnetti     |
| 19 | Italia (bandiera)      | C     | Leandro Greco           |
| 20 | Italia (bandiera)      | C     | Giampietro Perrulli     |
| 21 | Brasile (bandiera)     | C     | Gabriel Strefezza       |
| 22 | Serbia (bandiera)      | P     | Boris Radunović         |
| 23 | Italia (bandiera)      | D     | Antonio Aldo Caracciolo |
| 24 | Italia (bandiera)      | D     | Dario Del Fabro         |
| 26 | Italia (bandiera)      | D     | Emanuele Terranova      |
| 27 | Belgio (bandiera)      | C     | Xian Emmers             |
| 29 | Italia (bandiera)      | A     | Tommaso Spaviero        |
| 30 | Italia (bandiera)      | A     | Mirko Carretta          |
| 32 | Italia (bandiera)      | A     | Adriano Montalto        |
| 33 | Italia (bandiera)      | D     | Francesco Renzetti      |
| 34 | Paesi Bassi (bandiera) | C     | Reda Boultam            |
| 37 | Italia (bandiera)      | C     | Manuel Poledri          |
| 42 | Senegal (bandiera)     | C     | Maodo Malick Mbaye      |
|    | Italia (bandiera)      | A     | Luca Strizzolo          |

## Risultati

### Campionato di Serie B

#### Girone di andata
| Arbitro: | Ros (Pordenone) |

|                 |           |               |
| Castrovilli 30’ | Marcatori | 90+3’ Mancuso |

| Arbitro: | Nasca (Bari) |

|                             |           |                         |
| Trajkovski 26’ Mazzotta 88’ | Marcatori | 64’ Strefezza 82’ Mogos |

| Arbitro: | Giua (Olbia) |

|                                       |           |  |
| Terranova 16’ (rig.) A. Brighenti 21’ | Marcatori |  |

| Arbitro: | Abbattista (Molfetta) |

|              |           |             |
| Clemenza 26’ | Marcatori | 81’ Claiton |

| Arbitro: | Massimi (Termoli) |

|                        |           |  |
| Mogos 29’ Paulinho 55’ | Marcatori |  |

| Ascoli Piceno 30 settembre 2018 6ª giornata | Ascoli          | 0 – 0 | Cremonese | Stadio Cino e Lillo Del Duca\| Arbitro: \| Pezzuto (Lecce) \| |
| Arbitro:                                    | Pezzuto (Lecce) |       |           |                                                               |

| Cremona 6 ottobre 2018 7ª giornata | Cremonese                | 0 – 0 | Salernitana | Stadio Giovanni Zini\| Arbitro: \| Guccini (Albano Laziale) \| |
| Arbitro:                           | Guccini (Albano Laziale) |       |             |                                                                |

| 21 ottobre 2018 8ª giornata |  | – Turno di riposo Cremonese |  |  |

| Arbitro: | Nasca (Bari) |

|                 |           |  |
| Coda 60’ (rig.) | Marcatori |  |

| Arbitro: | Maggioni (Lecco) |

|  |           |                |
|  | Marcatori | 87’ Di Mariano |

| Arbitro: | Giua (Olbia) |

|                    |           |           |
| Ant. Caracciolo 4’ | Marcatori | 32’ Arini |

| Arbitro: | Di Martino (Teramo) |

|                  |           |  |
| A. Brighenti 31’ | Marcatori |  |

| Arbitro: | Serra (Torino) |

|                         |           |  |
| Falco 64’ La Mantia 78’ | Marcatori |  |

| Arbitro: | Nasca (Bari) |

|             |           |  |
| Boultam 73’ | Marcatori |  |

| Cremona 9 dicembre 2018 15ª giornata | Cremonese       | 0 – 0 | Cittadella | Stadio Giovanni Zini\| Arbitro: \| Ros (Pordenone) \| |
| Arbitro:                             | Ros (Pordenone) |       |            |                                                       |

| Arbitro: | Rapuano (Rimini) |

|                                   |           |           |
| Mazzeo 14’ Kragl 39’ Iemmello 42’ | Marcatori | 22’ Mogos |

| Arbitro: | Di Martino (Teramo) |

|              |           |                          |
| Paulinho 69’ | Marcatori | 42’ Pachonik 82’ Jelenic |

| Arbitro: | Maggioni (Lecco) |

|                                |           |                         |
| Spalek 22’ Bisoli 42’ Ndoj 90’ | Marcatori | 53’, 78’ (rig.) Piccolo |

| Arbitro: | Minelli (Varese) |

|                                                |           |  |
| Terranova 15’ Piccolo 22’ Castrovilli 36’, 59’ | Marcatori |  |

#### Girone di ritorno
| Pescara 20 gennaio 2019 20ª giornata | Pescara                  | 0 – 0 | Cremonese | Stadio Adriatico\| Arbitro: \| Guccini (Albano Laziale) \| |
| Arbitro:                             | Guccini (Albano Laziale) |       |           |                                                            |

| Arbitro: | Marinelli (Tivoli) |

|                          |           |  |
| Arini 45+3’ Migliore 70’ | Marcatori |  |

| Arbitro: | Dionisi (L'Aquila) |

|                     |           |  |
| Bartolomei 21’, 53’ | Marcatori |  |

| Cremona 9 febbraio 2019 23ª giornata | Cremonese                | 0 – 0 | Padova | Stadio Giovanni Zini\| Arbitro: \| Guccini (Albano Laziale) \| |
| Arbitro:                             | Guccini (Albano Laziale) |       |        |                                                                |

| Arbitro: | Baroni (Firenze) |

|                                   |           |  |
| Sciaudone 55’ Bruccini 88’ (rig.) | Marcatori |  |

| Arbitro: | Nasca (Bari) |

|  |           |             |
|  | Marcatori | 68’ Rosseti |

| Arbitro: | Illuzzi (Molfetta) |

|                       |           |  |
| Minala 61’ Jallow 68’ | Marcatori |  |

| 3 marzo 2019 27ª giornata |  | – Turno di riposo Cremonese |  |  |

| Arbitro: | Fourneau (Roma) |

|              |           |  |
| Emmers 90+4’ | Marcatori |  |

| Arbitro: | Marini (Roma) |

|             |           |               |
| Citro 45+1’ | Marcatori | 30’ Del Fabro |

| Arbitro: | Marinelli (Tivoli) |

|           |           |                       |
| Mogos 13’ | Marcatori | 18’ (rig.) Di Carmine |

| Arbitro: | Illuzzi (Molfetta) |

|          |           |                                |
| Luci 77’ | Marcatori | 24’ Castrovilli 52’, 90’ Croce |

| Arbitro: | Di Martino (Teramo) |

|                    |           |  |
| Strizzolo 67’, 79’ | Marcatori |  |

| Crotone 13 aprile 2019 33ª giornata | Crotone         | 0 – 0 | Cremonese | Stadio Ezio Scida\| Arbitro: \| Ros (Pordenone) \| |
| Arbitro:                            | Ros (Pordenone) |       |           |                                                    |

| Arbitro: | Guccini (Albano Laziale) |

|                     |           |                                        |
| Scappini 65’ (rig.) | Marcatori | 3’ Piccolo 25’ Montalto 90+3’ Carretta |

| Arbitro: | Dionisi (L'Aquila) |

|           |           |  |
| Arini 90’ | Marcatori |  |

| Arbitro: | Volpi (Arezzo) |

|            |           |                          |
| Rolando 8’ | Marcatori | 37’ Piccolo 43’ Montalto |

| Cremona 4 maggio 2019 37ª giornata | Cremonese    | 0 – 0 | Brescia | Stadio Giovanni Zini\| Arbitro: \| Nasca (Bari) \| |
| Arbitro:                           | Nasca (Bari) |       |         |                                                    |

| Arbitro: | Giua (Olbia) |

|                          |           |             |
| Vido 5’ Kouan 86’, 90+3’ | Marcatori | 44’ Piccolo |

### Coppa Italia Tim Cup
| Arbitro: | Maggioni (Lecco) |

|                                                      |                      |                                       |
| Montalto 16’ (rig.) Castrovilli 23’ Castagnetti 119’ | Marcatori            | 3’ Zammarini 67’ Masucci 105’ Cuppone |
| A. Brighenti Mogos Strefezza Boultam                 | Tiri di rigore 2 – 4 | Moscardelli Cuppone Masucci De Vitis  |